# 保羅·梅耶
保羅·梅耶（Paul Meyer，1965年3月5日—），法國單簧管演奏家，指挥家。

## 簡介
保羅·梅耶，出生在法國米卢斯，13歲時與杜萊茵交響樂團（Symphonique du Rhin）演出，他曾就讀於巴黎音樂學院及巴斯勒音樂學院。 他在1982年欧视青少年音乐家比赛及1984年美國青年音樂會藝術家國際試音比賽（Young Concert Artists International Auditions）中勝出。
他在2004年與蘇格蘭室內樂團在英國和德國巡迴演出，亦與世界多個樂團合作過，包括法國廣播愛樂樂團，東京愛樂樂團，台北市立交響樂團，中國愛樂樂團，哥本哈根愛樂樂團，巴黎樂團，貝爾格萊德愛樂樂團等等。
保羅·梅耶曾在2010年至2012年擔任東京佼成管樂團的首席指揮。

## 外部連結
- 保羅·梅耶官方網頁 （页面存档备份，存于）
- 保羅·梅耶個人介紹 （页面存档备份，存于）

| 前任者： 道格拉斯·博斯托克 | 東京佼成管樂團指揮 2010–現在 | 繼任者： 大井剛史 |